# PM M1910

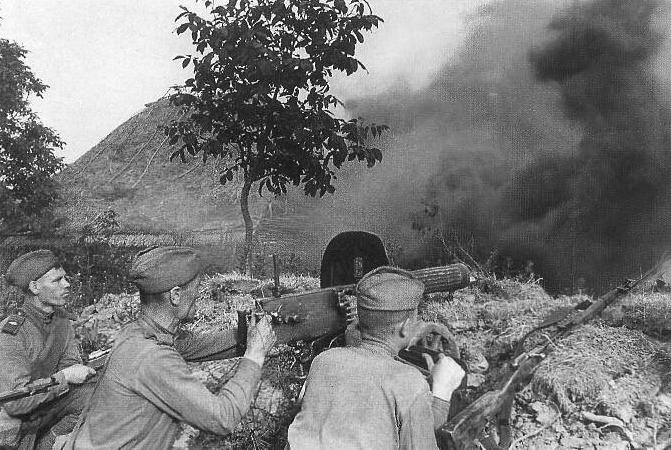
Een PM M1910/30 tijdens de Slag om Koersk

De PM M1910 (Russisch: Пулемёт Максим на станке Соколова образца 1910 года; Poelemjot Maksima na stanke Sokolova, Obrazets 1910 goda; "Maxims machinegeweer op Sokolovs' wielen, model 1910")
De PM M1910 is een zware mitrailleur. Het wapen werd door Hiram Stevens Maxim in 1885 ontworpen en door het Russische leger in 1910 in gebruik genomen. Het gebruikte de standaard Russische 7,62x54Rmm patroon. De mitrailleur had een affuit, die voorzien was van twee wielen en had een afneembaar pantserschild. Naast de uitvoering voor de infanterie was er een variant voor vliegtuigen (PV-1) en een variant voor schepen. 
Deze Russische variant van het Maxim machinegeweer werd gebruikt door het Russische leger in de Eerste Wereldoorlog en door het Rode Leger in de Tweede Wereldoorlog. In 2022 werd het wapentuig door Oekraïense krijgsmacht gebruikt in het Russisch-Oekraïense conflict.

## Gebruikers
- Estland
- Finland
- Keizerrijk Rusland
- Oekraïne
- Mongolië
- Noord-Korea
- Noord-Vietnam
- Sovjet-Unie
- Turkije (1910 - 1934)
- Oekraïne
- Volksrepubliek China